# Pomorania
Klub Studencki Pomorania (kasz. Karno Sztudérów „Pòmòraniô”) – studencka organizacja działająca przy Zrzeszeniu Kaszubsko-Pomorskim oraz pomorskich wyższych uczelniach. Zgodnie ze statutem ZKP zajmuje się rozwojem kultury, języka oraz budowy regionalizmu i społeczeństwa obywatelskiego na całym Pomorzu oraz w jego subregionach, zwłaszcza na Kaszubach.

## Historia Klubu
Pragnąc nadać nową dynamikę działaniom regionalnym na Pomorzu, działacze Zrzeszenia Kaszubskiego zaczęli podejmować próby powołania organizacji młodzieżowej zajmującej się Pomorzem i Kaszubami.
Ostatecznie, po kilku próbach w 1962 w roku powołano do życia Klub „Pomorania” w Gdańsku. Na początku stanowił on młodzieżówkę ZKP, jednak z czasem z klubu młodzieżowego przekształcił się w klub zrzeszający głównie studentów. Jednym z inicjatorów założenia klubu był Lech Bądkowski. Poza nim w początkowym okresie działalności ogromne zasługi mają Wojciech Kiedrowski oraz Józef Borzyszkowski, kolejni prezesi klubu. Od roku 1967 klub przyznaje najwyższe wyróżnienie dla osób zasłużonych dla Pomorszczyzny zwane Medal Stolema, a potocznie kaszubskim Noblem, zaś od 1985 roku „Pomorania” organizuje Konkurs Wiedzy o Pomorzu dla szkół średnich. Na początku lat 90. Pomorańcy wydawali kaszubskojęzyczne czasopismo „Tatczëzna”, które zapoczątkowało obecną reformę pisowni kaszubskiej.
Klub został zarejestrowany jako Koło Naukowe na Uniwersytecie Gdańskim oraz organizacja studencka na Politechnice Gdańskiej. Jako Koło Naukowe przy UMK działa także filia w Toruniu.

## Działalność Klubu
„Pomorania” gromadzi młodych, głównie studentów, którym bliskie są sprawy związane z kulturą Pomorza, zwłaszcza Kaszub i Kociewia. Z Klubu wywodzi się wielu działaczy, polityków, naukowców. Aktualnie do głównych imprez organizowanych przez Pomorańców należą:
- coroczne przyznawanie Medalu Stolema
- organizacja Konkursu Wiedzy o Pomorzu
- organizacja kursu języka kaszubskiego
- przeprowadzanie warsztatów regionalnych „Remusowa Kara”
- coroczna inscenizacja „ścinania kani” w Chëczy w Łączyńskiej Hucie

## Chëcz
Pomorańcy od wielu lat posiadają Chëcz (chatę) w Łączyńskiej Hucie na Kaszubach. Pod koniec lat 60. Pomorańcy pod wodzą ówczesnego prezesa – Józefa Borzyszkowskiego odbudowali zrujnowany budynek, przekształcając go w centrum kultury i „letnią siedzibę” tak klubu, jak i całego ZKP. Od tamtego czasu co roku odbywa się tam szereg imprez kulturalnych – dawniej konkursy z cyklu „Ludowe talenty”, dożynki oraz spotkania tematyczne, przez cały czas zaś uroczyste wigilie oraz inscenizacja ścinania kani.

## Prezesi Klubu
- 1962–1963 – Lech Bądkowski
- 1963–1966 – Wojciech Kiedrowski
- 1966–1969 – Józef Borzyszkowski
- 1969–1970 – Aleksander Borzyszkowski
- 1970–1971 – Lech Barański
- 1971–1972 – Mirosław Ciechanowski
- 1972–1973 – Andrzej Grzyb
- 1973–1975 – Sławina Kosmulska
- 1975–1976 – Jacek Mielnik
- 1976–1977 – Stefan Rambiert
- 1977–1979 – Feliks Borzyszkowski
- 1980–1983 – Kazimierz Kleina
- 1983–1985 – Tomasz Szymański
- 1985–1986 – Ryszard Peek[1]
- 1986–1988 – Mariusz Szmidka
- 1988–1989 – Piotr Dziekanowski
- 1989–1990 – Hieronim Kucharski
- 1990–1991 – Justyna Treder
- 1991–1992 – Eugeniusz Pryczkowski
- 1992–1993 – Dariusz Kiedrowski
- 1993–1995 – Piotr Kwidziński
- 1995–1996 – Adam Kleina
- 1996–1997 – Krzysztof Wirkus
- 1997–1998 – Lucyna Kubiszewska
- 1998–1999 – Andrzej Smulski
- 1999–2000 – Zbigniew Sobisz
- 2000–2001 – Grzegorz Jarosław Schramke
- 2001–2002 – Paweł Trawicki
- 2002–2004 – Krzysztof Korda
- 2004–2006 – Adam Hintzka
- 2006 – Hanna Makurat
- 2006–2007 – Łukasz Richert
- 2007–2008 – Malwina Kreft
- 2008–2010 – Tatiana Kuśmierska
- 2010–2012 – Paweł Kowalewski
- 2012–2013 – Wioleta Dejk
- 2013–2015 – Magdalena Bigus
- 2015–2017 – Mateusz Łącki
- 2017–2019 – Ewelina Stefańska
- 2019–2021 – Daria Frąckiewicz[2]
- 2021–2023 – Piotr Cichosz[3]
- od 2023 – Marta Majewska[4]

## Filie Klubu
W połowie lat 60. młodzi pomorscy studenci z Torunia postanowili założyć filię „Pomoranii”. Od roku 1966 zaczęto podejmować próby zarejestrowania tamtejszego klubu i 27 października 1968 odbyło się zebranie założycielskie. Po akceptacji przez władze UMK tamtejsi Pomorańcy zaczęli działać jako klub przy Zarządzie Głównym ZKP, zarejestrowany przy Komisji Kultury Rady Uczelnianej Zrzeszenia Studentów Polskich. Działalność trwałą w Toruniu do połowy lat 70. Później sympatycy spraw pomorskich z Torunia udzielali się w ramach tamtejszego oddziału ZKP, bardzo aktywnego w latach 80. Po kilku próbach, dopiero w XXI wieku grupa studentów z Torunia znów zorganizowała się w samodzielny klub. 29 listopada 2007 roku na zebraniu założycielskim wybrano nowe władze. Opiekunem Klubu został ks. prof. Jan Perszon, zaś sam klub zorganizował się – zgodnie z nowo opracowanymi zasadami, jako koło studenckie na UMK i filia „Pomoranii” z Gdańska.
W ostatnich miesiącach podjęto kroki do powołania kolejnych filii klubu w Krakowie i Bydgoszczy. 5 grudnia 2009 roku na posiedzeniu w Toruniu Rada Naczelna Zrzeszenia Kaszubsko-Pomorskiego podjęła uchwałę o oficjalnym powołaniu Klubu Studenckiego „Pomorania” w Krakowie.

## Prezesi „Pomoranii” w Toruniu
- 1968–1969 – Janina Borzyszkowska
- 1969–1971 – Tadeusz Lipski
- 1971–1972 – Alina Ciechanowska
- 1972–1973 – Jadwiga Jasińska
- 2007–2008 – Magdalena Świerczyńska
- 2008–2009 – Sławina Klawiter
- 2009–2010 – Katarzyna Kaczmarek
- 2010 – Natalia Zofia Janowska[6]